# Danmarks Nationalbank
A Dánia Nemzeti Bank (köznyelven Nationalbanken, dánul Danmarks Nationalbank) a Dán Királyság központi bankja, a dán korona kibocsátója. A bank a Központi Bankok Európai Rendszerének eurózónán kívüli tagja.
A bankot 1818. augusztus 1-jén alapította VI. Frigyes dán király. A bank magánbankként kezdte működését, mely 90 éves pénzkibocsátási monopóliumot kapott. Ezt 1907-ben hosszabbították meg 1938-ig. 1914-ben a dán kormány egyedüli bankára lett, és 1936-ban lett teljesen független.
A Nationalbanken célja dán korona stabilitásának fenntartása.
A Kormányzótanács teljes egészében felel a monetáris politikáért. A Tanácsnak három tagja van, ennek elnöke a Királyi Kinevezésű Kormányzó, mely 2005 óta Nils Bernstein. A Tanács másik két tagját az Igazgatótanács jelöli.
A Nationalbanken a dán kormányzat teljes hiányának kezelője. Ezt a felelősségét a Pénzügyminisztérium és a Danmarks Nationalbank közötti megállapodás szabályozza.